# Decy
Decy (d, do 1966 dc; łac. decem – „dziesięć”) – przedrostek jednostki miary oznaczający mnożnik 0,1 = 10-1 (jedna dziesiąta).
Przedrostek decy (podobnie jak deka) jest stosowany dość rzadko w porównaniu z niektórymi innymi przedrostkami jednostek miary i ma zastosowanie typowo praktyczne.

## Najczęstsze zastosowania
- 1 dB (decybel)
- 1 dm (decymetr) = 10 cm = 0,1 m